# Kościół św. Anny w Sztumie
Kościół świętej Anny w Sztumie – rzymskokatolicki kościół parafialny znajdujący się w mieście Sztum, w województwie pomorskim. Należy do Parafii św. Anny w Sztumie, w dekanacie Sztum diecezji elbląskiej.

## Historia
Pierwsza świątynia została wybudowana w 1416 roku. Kościół ten został zniszczony w czasie wojny trzynastoletniej (1454-1466). Odbudowany został w latach 1490-1500. W 1589 roku świątynia została przejęta przez protestantów. Kościół posiadał jedną nawę oraz zakrystię od strony północnej. Od strony zachodniej mieściła się wieża. W 1599 roku król Zygmunt III Waza oddał świątynię katolikom, ale w 1626 roku luterańscy Szwedzi oddali go ponownie protestantom. Taka sytuacja trwała do pokoju oliwskiego zawartego w 1660 roku. W 1698 roku zostały zamontowane w świątyni nowe ławki, została założona drewniana podłoga, wnętrze zostało wymalowane i został wzniesiony chór. Wyremontowana została również zakrystia mieszcząca się wówczas niedaleko współczesnego północnego wejścia do świątyni. W 1774 roku zostały ufundowane organy o 12 głosach i został wzniesiony chór nad zakrystią. W 1899 roku kościół w Sztumie postanowiono częściowo rozebrać i przedłużyć o 10 metrów w stronę wschodnią według projektu Reimbotha z Iławy ze względu na jego duże zniszczenie. Prace zostały zakończone w 1901 roku. Stare, gotyckie mury można dzisiaj oglądać w części zachodniej, z kolei nawy boczne, główny korpus świątyni, prezbiterium i wieża reprezentują styl neogotycki, tak samo jak ogromna większość wyposażenia świątyni.

## Wyposażenie
Do dawnego wyposażenia świątyni należą m.in.: dzwon, znajdujący się pod schodami prowadzącymi na chór, pochodzący z 1506 roku, późnogotycka, monstrancja, przerobiona w XVII stuleciu, cztery lichtarze z XVII wieku, dwie barokowe stalle z podobiznami świętych znajdujące się obecnie na wzdłużnych ścianach obu naw bocznych, dwa rokokowe konfesjonały znajdujące się pod chórem, rokokowa chrzcielnica znajdująca się w południowej nawie, Grupa Ukrzyżowania znajdująca się nad ołtarzem głównym, renesansowa płyta nagrobna nakrywająca wcześniej grób Achacego Czemy, wojewody malborskiego i starosty sztumskiego, zmarłego w 1565 roku oraz dwie anonimowe płyty nagrobne znajdujące się w posadzce pod rokokowymi konfesjonałami.
W wieży kościelnej znajdują się cztery żeliwne dzwony odlane w 1925 w odlewni Schilling & Lattermann, przeniesione ze sztumskiego kościoła poewangelickiego pod koniec XX wieku. 

## Galeria

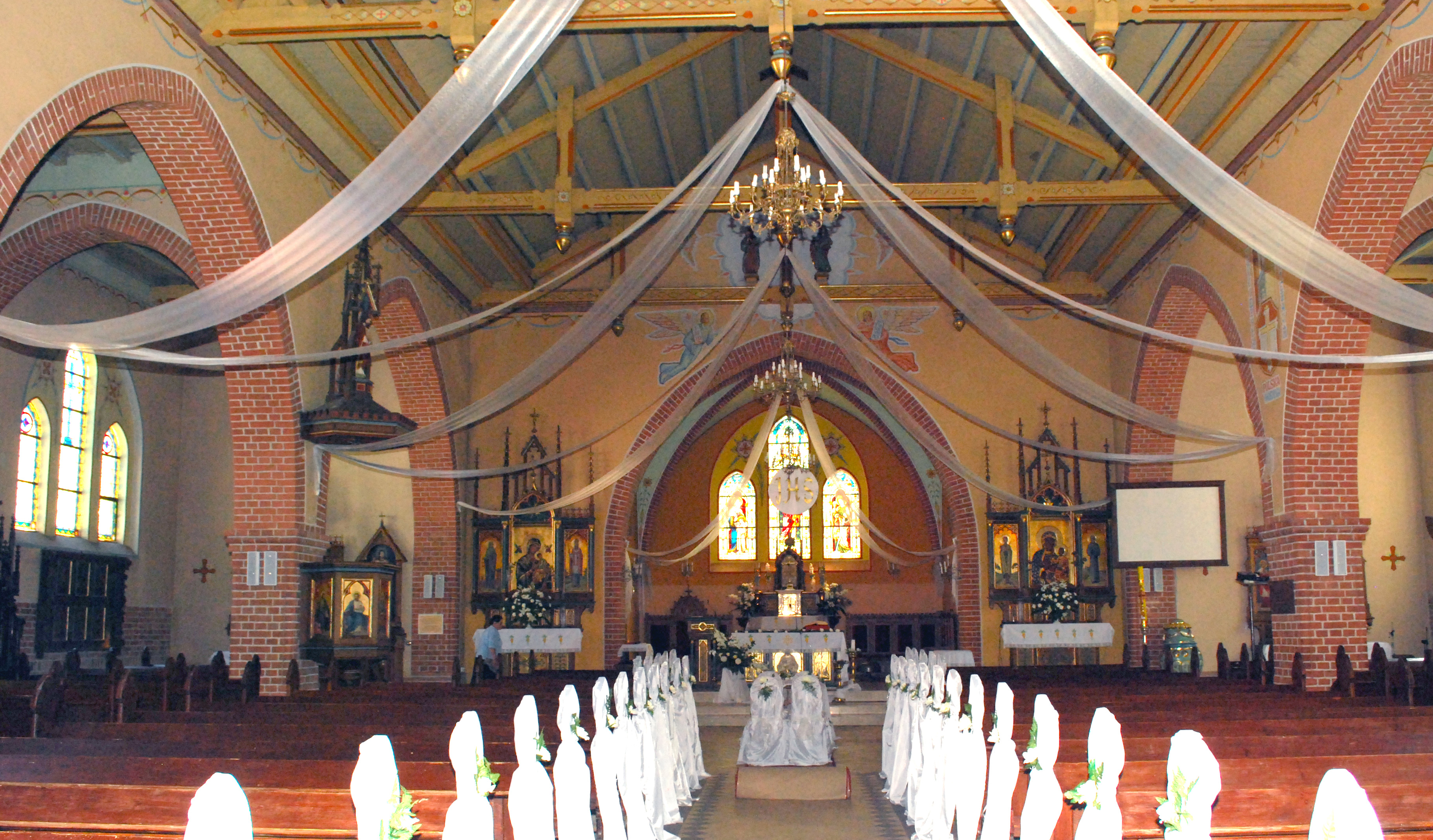
Wnętrze kościoła
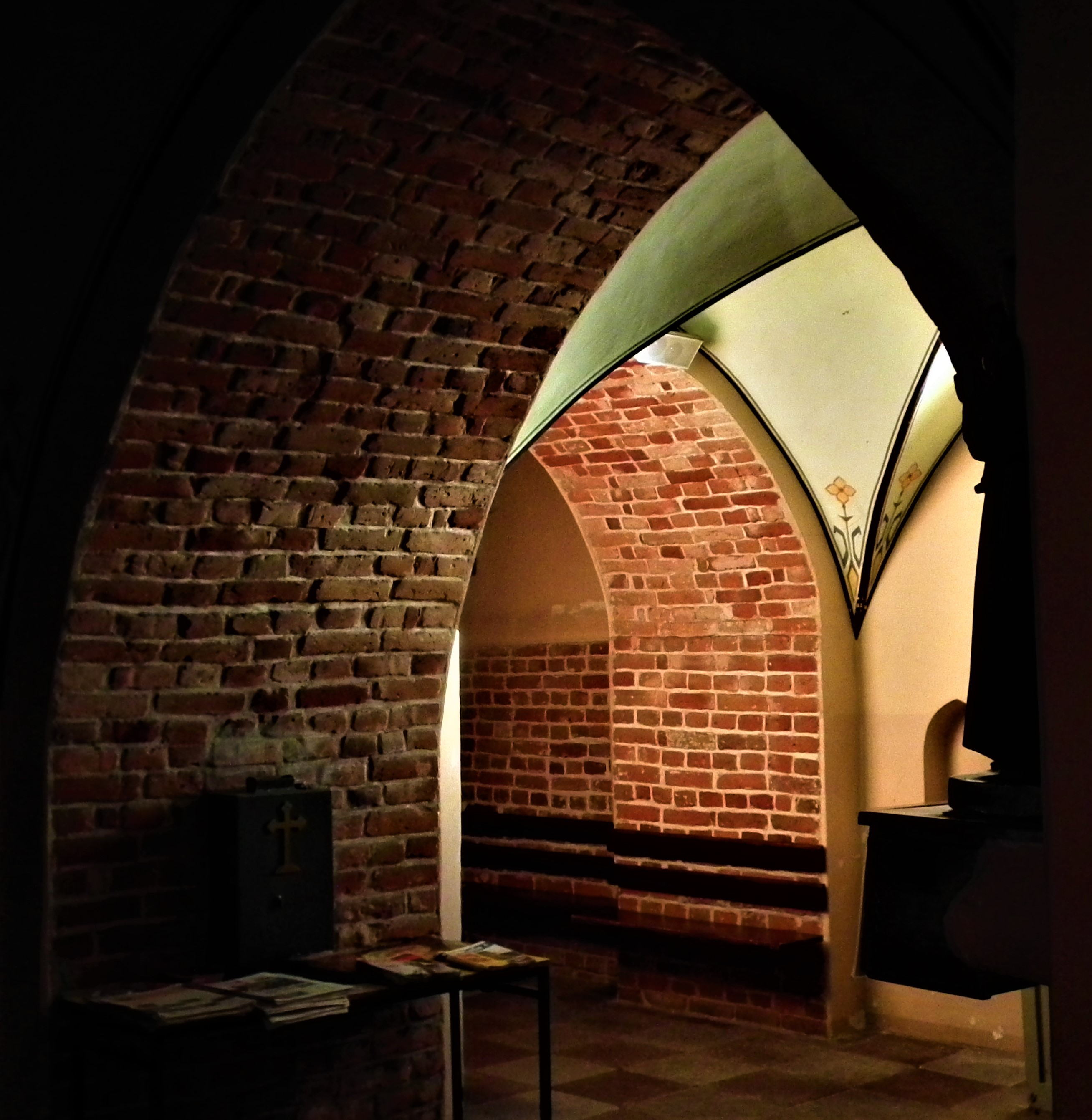
Fragment wnętrza
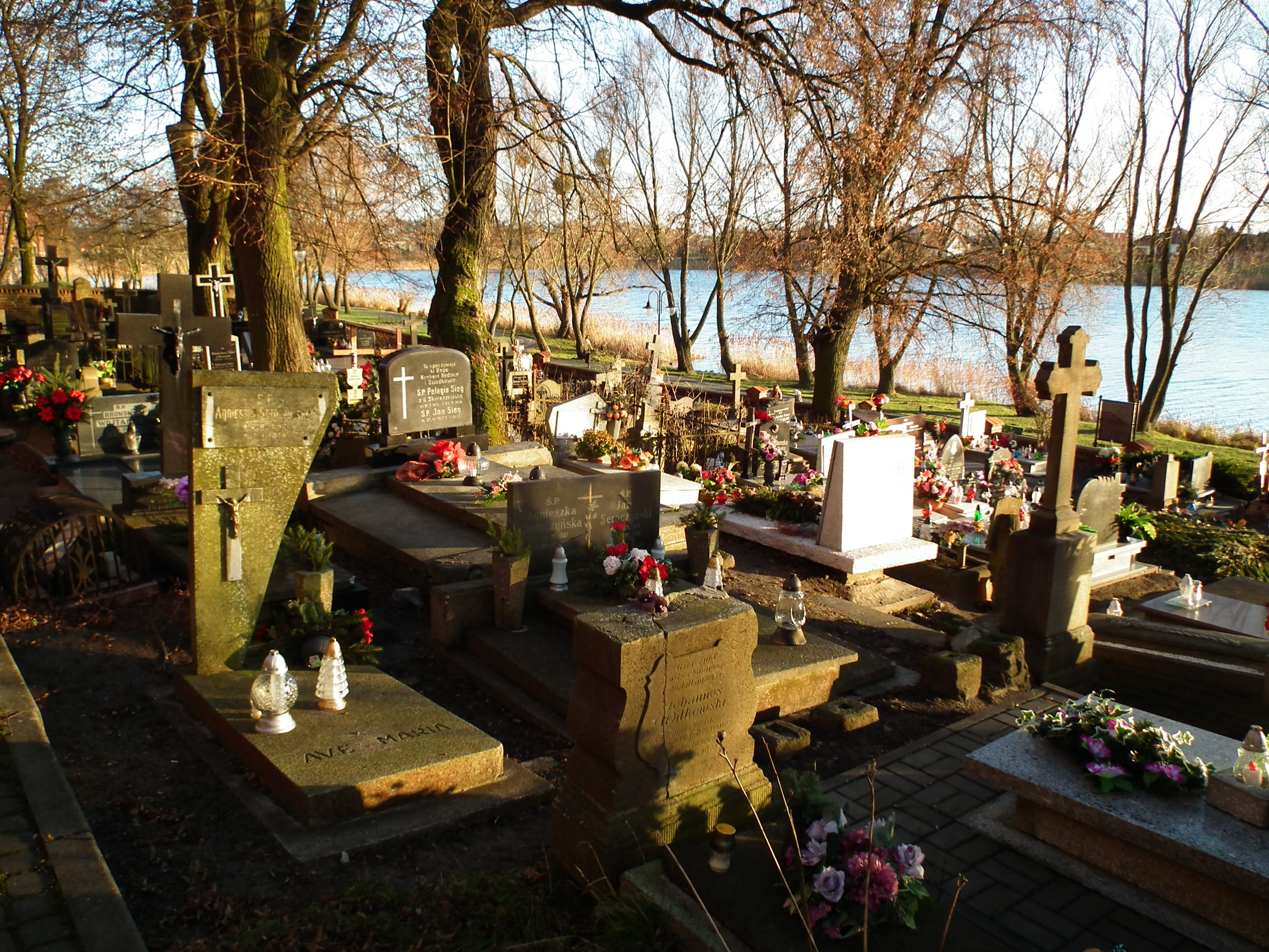
Fragment cmentarza przykościelnego